# Helena Millán
Helena Millán (Zaragoza, 1957) es una titiritera, constructora de títeres y actriz española.

## Trayectoria
Millán se diplomó en 1981 en Educación preescolar por la Escuela de Magisterio de Zaragoza y se formó en Modelado en la Escuela de Artes Aplicadas de Zaragoza entre 1981 y 1983. Dirigió el Taller de Marionetas de la Universidad Popular de Zaragoza entre 1989 y 1994.
En 1995 fundó su compañía Los Títeres de la Tía Elena, y desde entonces ha realizado títeres y elementos escenográficos para museos como el  Puppet International Center de Tolosa (TOPIC) y para compañías como El Silbo Vulnerado, Teatro Che y Moche, Viridiana, Arbolé y Dinópolis de Aragón, Focus de Barcelona y Porpol Teatro de Vitoria.
En 2008 colaboró con la directora de cine Paula Ortiz, construyendo y manipulando diversos títeres para la película El hueco de Tristan Boj. En 2019, se pudo ver su trabajo en el Festival Un país de moñacos en la Casa de los Títeres de Abizanda de la compañía de los Titiriteros de Binéfar y en el Festival Castillo de Aínsa.

## Reconocimientos
Por el montaje Cajal, el rey de los nervios, sobre la figura del neurocientífico Santiago Ramón y Cajal, Millán obtuvo en 2010 el Premio a la mejor producción teatral de Aragón MAEM y el Premio FETEN en Gijón al Mejor Texto. Con la misma producción fue finalista como Premio Revelación en los Premios Max de 2013.
En 2017, fue reconocida con el premio a la Trayectoria del Parque de las Marionetas de Zaragoza. Al año siguiente, en 2018, el Ayuntamiento de Zaragoza organizó una exposición en el Torreón Fortea para conmemorar sus 30 años de trabajo, que incluía una selección de sus principales títeres y dibujos.

## Obras
- 1997 – Las aventuras de Cristóbal.[21]
- 1999 – La bestia desconocida.[21]
- 2000 – Cristóbal contra el ladrón de sueños.[21]
- 2000 – La parada de los sonámbulos.[22]
- 2000 – Rigoletto.[7]
- 2004 – ¡Quiero ser Artista![22][21]
- 2005 – La memoria de papel.[23]
- 2005 – Cabaret contratiempo.[5][21]
- 2006 – Ranas y princesas.[23]
- 2010 – Cajal, el rey de los nervios.[7][24][24][25][26]
- 2011 – El sueño de Pinocho.[27]
- 2012 – El regalo del río.[28]
- 2016 – Pájaros migrantes."[29]
- 2020 – La luna sabe a nueces.[30][31]
- 2022 – La pizarra perdida de Einstein.[32]
- 2022 – Las Ocas de la Cabalgata de Reyes de Zaragoza.[33]